# Гуриевка
Гуриевка (укр. Гуріївка; до 2025 годах — Гурьевка) — село в Новоодесском районе Николаевской области Украины.
Основано в 1775 году. Население по переписи 2001 года составляло 1349 человек. Почтовый индекс — 56660. Телефонный код — 5167. Занимает площадь 1,949 км².

## Достопримечательности
В 1938 году в Гурьевке снимался знаменитый фильм «Трактористы». На въезде в село установлен трактор, принимавший участие в данном фильме.

## Известные уроженцы и жители
- Хилько, Фёдор Васильевич (1915—1985) — судостроитель, передовик производства, Герой Социалистического Труда (1960).

## Местный совет
56660, Николаевская обл., Новоодесский р-н, с. Гурьевка, ул. Центральная, 31